# 二乙酸雄烯二醇
二乙酸雄烯二醇或称为5-雄烯二醇-3β,17β-二乙酸酯（5-Androstenediol 3β,17β-diacetate），分子式C23H34O4，是5-雄烯二醇的3β,17β两个位置羟基的乙酸酯，曾用于治疗女性的乳腺癌。